# Petrohrad
Petrohrad település Csehországban, Lounyi járásban. Petrohrad Jesenice, Kryry, Vroutek, Krty, Hořovičky és Kolešov településekkel határos. Lakosainak száma 627 fő (2024. január 1.).

## Népesség
A település lakosságának változását az alábbi diagram mutatja:
| Lakosok száma | 1092 | 1194 | 1458 | 929  | 853  | 690  | 657  | 647  | 645  | 627  |
|               | 1869 | 1890 | 1921 | 1950 | 1980 | 2001 | 2017 | 2019 | 2022 | 2024 |